# لیلا احمد
لیلا احمد (به انگلیسی: Leila Ahmed) (زاده ۲۹ مه ۱۹۴۰) نویسنده آمریکایی مصری در مورد اسلام و فمینیسم اسلامی است. وی استاد آمریکایی-مصری بخش مطالعات زنان و مذاهب دانشگاه هاروارد است. پیش از رفتن به هاروارد او استاد بخش مطالعات زنان و شرق نزدیک دانشگاه ماساچوست بود. او پیش از رفتن به آمریکا و تدریس و نویسندگی در آن کشور، از دانشگاه کمبریج دانش‌آموخته شده بود.
وی به سختی عقاید پان عربی را نقد می‌کند و به عقیده این نویسنده، این ایده که مصریان عرب هستند تا قبل از قرن اخیر شنیده نشده بود. در سال ۲۰۱۳، لیلا جایزه گرومایر دانشگاه لوییویل را در دین برای تجزیه و تحلیل او از «پوشش» زنان مسلمان در ایالات متحده آمریکا دریافت کرد.